# Distrito Centro (Oaxaca)
El distrito Centro es uno de los 30 distritos que conforman al estado mexicano de Oaxaca y uno de los siete en que se divide la región valles centrales. Se conforma de 248 localidades repartidas entre 21 municipios.

## Municipios
| Código INEGI | Municipio                 | Cabecera                  |
| ------------ | ------------------------- | ------------------------- |
| 023          | Cuilápam de Guerrero      | Cuilápam de Guerrero      |
| 067          | Oaxaca de Juárez          | Oaxaca de Juárez          |
| 083          | San Agustín de las Juntas | San Agustín de las Juntas |
| 087          | San Agustín Yatareni      | San Agustín Yatareni      |
| 091          | San Andrés Huayapam       | San Andrés Huayapam       |
| 092          | San Andrés Ixtlahuaca     | San Andrés Ixtlahuaca     |
| 107          | San Antonio de la Cal     | San Antonio de la Cal     |
| 115          | San Bartolo Coyotepec     | San Bartolo Coyotepec     |
| 157          | San Jacinto Amilpas       | San Jacinto Amilpas       |
| 174          | Ánimas Trujano            | Ánimas Trujano            |
| 310          | San Pedro Ixtlahuaca      | San Pedro Ixtlahuaca      |
| 342          | San Raymundo Jalpan       | San Raymundo Jalpan       |
| 350          | San Sebastián Tutla       | San Sebastián Tutla       |
| 375          | Santa Cruz Amilpas        | Santa Cruz Amilpas        |
| 385          | Santa Cruz Xoxocotlán     | Santa Cruz Xoxocotlán     |
| 390          | Santa Lucía del Camino    | Santa Lucía del Camino    |
| 399          | Santa María Atzompa       | Santa María Atzompa       |
| 403          | Santa María Coyotepec     | Santa María Coyotepec     |
| 409          | Santa María del Tule      | Santa María del Tule      |
| 519          | Santo Domingo Tomaltepec  | Santo Domingo Tomaltepec  |
| 553          | Tlalixtac de Cabrera      | Tlalixtac de Cabrera      |

## Demografía
En el distrito habitan 559 086 personas, que representan el 14.71% de la población del estado. De ellos 48 853 dominan alguna lengua indígena.